# Lousadelo
Lousadelo é um lugar na freguesia de Balazar, Póvoa de Varzim, que no censo de 2001 tinha 51 habitantes.
O nome Lousadelo remete para lousa. Balazar é terra de xisto, sendo essa uma notável característica da freguesia, já que tradicionalmente casas e muros de vedação foram sempre feitos desta rocha.
Cerca de 1080, o Censual do Bispo Dom Pedro apresenta-o como sede de paróquia - Santa Eulália de Lousadelo - antecessora de Santa Eulália de Balazar. Foi natural deste lugar Custódio José da Costa, a quem se deve a divulgação do culto à Santa Cruz parecida na freguesia em 1832, segundo documento de 1834, hoje ainda conservado.